# أوغستا أميرة ساكس-غوتا-ألتينبورغ
الأميرة أوغستا ساكس-غوتا-التينبورغ (بالألمانية: Augusta von Sachsen-Gotha-Altenburg) (30 نوفمبر 1719 - 8 فبراير 1772) كانت أميرة ويلز بين 1736 و 1751، والملكة الأرملة لويلز بعد ذلك.